# Jan de Quay
Jan Eduard de Quay ('s-Hertogenbosch, 26 agosto 1901 – Beers, 4 luglio 1985) è stato un politico olandese, Ministro-presidente dei Paesi Bassi dal 19 maggio 1959 al 23 luglio 1963.